# Classe Kapitan Sorokin
I rompighiaccio classe Kapitan Sorokin sono grandi unità, di costruzione finlandese, a propulsione convenzionale progettate per operare in acque costiere.
Sono stati costruiti quattro esemplari, tra il 1977 ed il 1981.

## Tecnica
I classe Kapitan Sorokin sono capaci di rompere in maniera continuativa ghiaccio spesso 1,4 metri. La propulsione è assicurata da sei motori diesel, capaci di sviluppare ben 22.300 hp. Si tratta di unità particolarmente attrezzate per svolgere compiti di rimorchio e salvataggio. In particolare, in quest'ultimo ruolo sono estremamente efficaci, vista la presenza di una piazzola e di un hangar, in grado di ospitare in sicurezza un elicottero.
Tra le quattro unità vi sono delle differenze. Possono infatti essere distinte due versioni.
La prima riguarda le ultime tre unità varate, a cui si riferiscono i dati tecnici in tabella (anche se la Kapitan Nikolayev ha un dislocamento superiore di circa 500 tonnellate, ed è più lunga di un paio di metri).
La seconda riguarda la prima unità varata, la Kapitan Sorokin, che ha subito estese modifiche. In particolare, a questa nave è stata aggiunta una protezione supplementare intorno allo scafo, in modo da migliorare sia le capacità rompighiaccio, sia la resistenza dello scafo. Questo ha provocato un aumento del dislocamento (17.000 tonnellate) e delle dimensioni (138 metri di lunghezza e 30,5 di larghezza).

## Utilizzo
Le classe Kapitan Sorokin sono state costruite nei cantieri navali di Helsinki, in Finlandia. Vengono utilizzate principalmente in acque costiere.
- Kapitan Sorokin: entrata in servizio nel 1977, con base a Murmansk.

- Kapitan Nikolayev: entrata in servizio nel 1978, con base a Murmansk.

- Kapitan Dranitsyn: entrata in servizio nel 1980, con base a Vladivostok.

- Kapitan Khlebnikov: entrata in servizio nel 1981, con base a Vladivostok.